# Зигогамия
Зигогамия — тип полового процесса, при котором происходит слияние недифференцированного на гаметы содержимого двух клеток, отделяющихся перегородками от несущих их гиф. Характерен для грибов из отдела зигомицеты и харофитов класса конъюгаты.
На месте слияния образуется зигота, называемая также зигоспорой и окружённая толстой, часто скульптурированной оболочкой. На зигоспоре часто остаются участки гиф, отделяющие гаметангии и отличающиеся от них по морфологии — суспензоры, или подвески. После периода покоя происходит мейоз образовавшегося диплоидного ядра, и из зигоспоры вырастает нить мицелия с зародышевым спорангием на конце, который отличается от спорангиев бесполого размножения тем, что содержит генетически неоднородные спорангиоспоры.